# Here Comes Science
A Here Comes Science a They Might Be Giants amerikai alternatív rock együttes negyedik, kifejezetten gyerekek számára készített lemeze, és összesítésben a tizennegyedik albuma. A lemez a harmadik oktatási célú albuma az együttesnek, ezeket a Here Comes Education című tematizált sorozatukba foglalták. Ebben a sorozatban első a 2005-ös Here Come the ABCs, második pedig a 2008-as Here Come the 123s. Az album 2009. szeptember 1-jén jelent meg CD és DVD csomagban. Az album témáját tekintve természettudományok körül mozog, főként fizikai és biológiai folyamatokat vesz sorra. A 2010-es 53. GRAMMY zenei díjátadón Legjobb gyermekeknek készült zenei album kategóriában jelölték. [1]

## Az album dalai
A CD-n található dalok megegyeznek a DVD dalaival, az utolsó Waves című szám kivételével, ami csak digitális verzióban szerezhető be.
| Sorszám      | Cím                                           | Szerző(k)                      | Hossz |
| ------------ | --------------------------------------------- | ------------------------------ | ----- |
| 1.           | Science Is Real                               | They Might Be Giants           | 1:54  |
| 2.           | Meet the Elements                             | They Might Be Giants           | 3:19  |
| 3.           | I Am a Paleontologist                         | Danny Weinkauf                 | 2:32  |
| 4.           | The Bloodmobile                               | They Might Be Giants           | 2:21  |
| 5.           | Electric Car (közreműködik: Robin Goldwasser) | They Might Be Giants           | 3:22  |
| 6.           | My Brother the Ape                            | They Might Be Giants           | 3:06  |
| 7.           | What Is a Shooting Star?                      | Louis Singer, Hy Zaret         | 1:38  |
| 8.           | How Many Planets?                             | They Might Be Giants           | 1:56  |
| 9.           | Why Does the Sun Shine?                       | Louis Singer, Hy Zaret         | 2:36  |
| 10.          | Why Does the Sun Really Shine?                | They Might Be Giants           | 1:51  |
| 11.          | Roy G. Biv                                    | They Might Be Giants           | 2:07  |
| 12.          | Put It to the Test                            | They Might Be Giants           | 1:41  |
| 13.          | Photosynthesis                                | They Might Be Giants           | 1:59  |
| 14.          | Cells                                         | They Might Be Giants           | 2:41  |
| 15.          | Speed and Velocity                            | Marty Beller                   | 1:48  |
| 16.          | Computer Assisted Design                      | They Might Be Giants           | 0:54  |
| 17.          | Solid Liquid Gas                              | They Might Be Giants           | 1:28  |
| 18.          | Here Comes Science                            | They Might Be Giants           | 0:16  |
| 19.          | The Ballad of Davy Crockett (in Outer Space)  | Tom W. Blackburn, George Bruns | 2:17  |
| + 20.        | Waves                                         | They Might Be Giants           | 1:32  |
| Teljes hossz | Teljes hossz                                  | Teljes hossz                   | 41:18 |

## Album zenei fölépítése

### They Might Be Giants tagjai
John Linnell: ének (szám: 2., 4., 6., 7., 8., 9., 12., 14., 17., 19., 20.); háttérének (szám: 10., 16.); billentyűk; stb.
John Flansburgh: ének (szám: 1., 7., 8., 10., 11., 13., 16., 18., 19.); háttérének (szám: 5., 17.); gitár; stb.
Dan Miller: gitár
Danny Weinkauf: basszusgitár; ének (szám: 3.)
Marty Beller: dob; ének (szám: 15.)

### További énekesek
Robin Goldwasser: ének (szám: 4., 5., 8.); kiegészítő ének (szám: 13.)
Hannah Levine: ének (szám: 16.)
Niffer Levine: ének (szám: 16.)
Lena Weinkauf: ének (szám: 3.)
Kai Weinkauf: ének (szám: 3.)

### Fúvós hangszerek
Dan Levine: kompozíció (szám: 5.); harsona (szám: 1., 5.); basszusharsona (szám: 1., 5.); altkürt (szám: 5.); eufónium (szám: 5.)
Stan Harrison: tenorszaxofon (szám: 1., 5.); baritonszaxofon (szám: 1., 5.); fuvola (szám: 5.)
Curt Ramm: trombita (szám: 1., 5.); szárnykürt (szám: 5.)
Michael Leonhart: trombita (szám: 1., 5.); szárnykürt (szám: 5.); mellofon (szám: 5.)
Jonathan Levine: pikoló (szám: 5.); altfuvola (szám: 5.); altszaxofon (szám: 5.); basszusklarinét (szám: 5.)

### Produkciós munkatársak
David Agnew: felelős igazgató
John Linnell: produkciós szerkesztő (CD, DVD); kreatív igazgató
John Flansburgh: produkciós szerkesztő (CD, DVD); kreatív igazgató
Pat Dillett: produkciós szerkesztő (CD); keverés
Eric Siegel: tudományos tanácsadó
Jon Altschuler: hangmérnök
Greg Thompson: hangmérnök
Albert Caiati: hangmérnök
Adam Robinson: hangmérnök
UE Nastasi: maszterelés
Melissa Jun: grafika
David Cowles: borítókép
Anaheed Alani: lektor

## Fordítás
- Ez a szócikk részben vagy egészben a Here Comes Science című angol Wikipédia-szócikk Here Comes Science című fejezete ezen változatának fordításán alapul.  Az eredeti cikk szerkesztőit annak laptörténete sorolja fel. Ez a jelzés csupán a megfogalmazás eredetét és a szerzői jogokat jelzi, nem szolgál a cikkben szereplő információk forrásmegjelöléseként.